# 帕拉白鮭
帕拉白鮭，為輻鰭魚綱鮭形目鮭科的一種，為溫帶淡水魚，分布於歐洲瑞典、芬蘭及俄羅斯淡水湖泊流域，體長可達60公分，棲息在底中層水域，生活習性不明。